# Institut for Samfundsvidenskab og Erhverv
Institut for Samfundsvidenskab og Erhverv (ISE) er et af fire institutter på Roskilde Universitet. På instituttet findes fagene:
- Erhvervsøkonomi (HA)
- Forvaltning
- Global Studies
- Internationale studier
- International Public Administration and Politics
- Internationale Udviklingsstudier
- Politik og Administration
- Socialvidenskab
- Virksomhedsledelse
- Virksomhedsstudier

Desuden har Institut for Samfundsvidenskab og Erhverv (ISE) det overordnede ansvar for Samfundsvidenskabelig Bacheloruddannelse (SamBach).